# Пенгел, Йохан Адолф
Йохан Адолф «Йопи» Пенгел (нидерл. Adolf Johan Pengel; 20 января 1916, Парамарибо, Суринам — 5 июня 1970, там же) — суринамский политик и премьер-министр Суринама с 30 июня 1963 по 5 марта 1969 года от Национальной партии Суринама (НПС).
В начале своей политической карьеры Пенгел в 1951—1952 годах создал и возглавил профсоюзное объединение «Мудербонд» (изначально Surinaamse Werknemers Moederbond — «Материнский союз суринамских работников», в 1969 году переименованный в Algemeen Verbond van Vakbewegingen in Suriname — «Всеобщую конфедерацию профсоюзов Суринама»). Позднее вступил в Национальную партию Суринама; Пенгел был одним из самых влиятельных суринамских политиков своего времени.
В 1955 году НПС, возглавляемая Пенгелем объединилась с Прогрессивной реформистской партией Суринама, крупнейшей индуистской партией страны, возглавляемой Джагернатом Лахмоном, сформировав коалицию, которая впоследствии возьмёт власть в стране в 1958 году и будет удерживать её вплоть до 1967 года.
При Пенгеле суринамская инфраструктура сильно развилась: были построены новые дороги, улучшены уже существующие сооружения, были построены две новые больницы.
5 июня 1970 года в возрасте 54 лет Йохан Адольф Пенгел скончался от сепсиса в Парамарибо.